# Elsebeth Gerner Nielsen
Elsebeth Gerner Nielsen, née le 5 janvier 1960, est une femme politique danoise membre de la Gauche radicale et ancienne ministre.